# Parmai uralkodók házastársainak listája
Ez a lap Parma és Piacenza hercegnének listája, ami a parmai hercegi cím 1545-ös megalapításától, a Parmai Hercegség 1859-es megszűnéséig sorolja fel a hercegnéi titulust viselők névsorát.

## Parmai és Piacenza hercegnéja (1545–1859)

### Farnese-ház
| Portré | Uralkodói név                           | Felmenője                                                    | Születése          | Házasságkötése    | Uralkodói hitvessé válása                 | Uralkodói hitvesi terminusa vége    | Halála                           | Házastársa           | Forr. |
| ------ | --------------------------------------- | ------------------------------------------------------------ | ------------------ | ----------------- | ----------------------------------------- | ----------------------------------- | -------------------------------- | -------------------- | ----- |
|        | Gerolama Orsini hercegné                | Lodovico Orsini (Orsiniek)                                   | 1504               | 1519              | 1545. augusztus 19. hitvese trónra lépte  | 1547. szeptember 10. hitvese halála | 1569 (65 éves kora körül)        | Pier Luigi Farnese   | [ 1 ] |
|        | Ausztriai Margit hercegné               | V. Károly német-római császár és spanyol király (Habsburgok) | 1522. július 5.    | 1538. november 4. | 1547. szeptember 10. hitvese trónra lépte | 1586. január 18. (63 évesen)        | 1586. január 18. (63 évesen)     | Ottavio Farnese      | [ 2 ] |
|        | Margherita Aldobrandini hercegné        | Giovanni Francesco Aldobrandini (Aldobrandiniek)             | 1588. március 29.  | 1600. május 7.    | 1600. május 7.                            | 1622. március 5. hitvese halála     | 1646. augusztus 9. (58 évesen)   | I. Ranuccio Farnese  | [ 3 ] |
|        | Margherita de′ Medici hercegné          | II. Cosimo de’ Medici toszkánai nagyherceg (Mediciek)        | 1612. május 31.    | 1628. október 11. | 1628. október 11.                         | 1646. szeptember 11. hitvese halála | 1646. augusztus 9. (66 évesen)   | I. Odoardo Farnese   | [ 4 ] |
|        | Savoyai Margaréta Jolánta hercegné      | I. Viktor Amadé savoyai herceg (Savoyaiak)                   | 1635. november 15. | 1660. április 29. | 1660. április 29.                         | 1663. április 29. (27 évesen)       | 1663. április 29. (27 évesen)    | II. Ranuccio Farnese | [ 5 ] |
|        | Isabella d′Este hercegné                | I. Francesco d′Este modenai herceg (Esteiek)                 | 1635. október 3.   | 1664. február 18. | 1664. február 18.                         | 1666. augusztus 17. (30 évesen)     | 1666. augusztus 17. (30 évesen)  | II. Ranuccio Farnese | [ 6 ] |
|        | Pfalz–Neuburgi Dorottya Zsófia hercegné | Fülöp Vilmos pfalzi választófejedelem (Pfalz–Neuburgiak)     | 1670. július 5.    | 1695. december 8. | 1695. december 8.                         | 1727. május 26. hitvese halála      | 1748. szeptember 15. (78 évesen) | Francesco Farnese    | [ 7 ] |
|        | Enrichetta d’Este hercegné              | Rinaldo d′Este modenai herceg (Esteiek)                      | 1702. május 27.    | 1727. február 26. | 1727. május 26. hitvese trónra lépte      | 1731. február 26. hitvese halála    | 1777. január 30. (74 évesen)     | Antonio Farnese      | [ 8 ] |

### Habsburg-ház
| Portré | Uralkodói név                                          | Felmenője                                                                 | Születése           | Házasságkötése     | Uralkodói hitvessé válása             | Uralkodói hitvesi terminusa vége | Halála                         | Házastársa | Forr. |
| ------ | ------------------------------------------------------ | ------------------------------------------------------------------------- | ------------------- | ------------------ | ------------------------------------- | -------------------------------- | ------------------------------ | ---------- | ----- |
|        | Braunschweig–Wolfenbütteli Erzsébet Krisztina hercegné | Lajos Rudolf braunschweig–lüneburgi herceg (Braunschweig–Wolfenbütteliek) | 1691. augusztus 28. | 1708. augusztus 1. | 1735. október 3. hitvese trónra lépte | 1740. október 20. hitvese halála | 1750. december 21. (59 évesen) | I. Károly  | [ 9 ] |

### Bourbon-ház
| Portré | Uralkodói név                          | Felmenője                                                    | Születése            | Házasságkötése      | Uralkodói hitvessé válása               | Uralkodói hitvesi terminusa vége    | Halála                        | Házastársa   | Forr.  |
| ------ | -------------------------------------- | ------------------------------------------------------------ | -------------------- | ------------------- | --------------------------------------- | ----------------------------------- | ----------------------------- | ------------ | ------ |
|        | Franciaországi Lujza Erzsébet hercegné | XV. Lajos francia király (Bourbonok)                         | 1727. augusztus 14.  | 1739. október 25.   | 1748. október 18. hitvese trónra lépte  | 1759. december 6. (32 évesen)       | 1759. december 6. (32 évesen) | I. Fülöp     | [ 10 ] |
|        | Ausztriai Mária Amália hercegné        | Mária Terézia német-római császárné (Habsburg–Lotaringiaiak) | 1746. február 26.    | 1769. július 19.    | 1769. július 19.                        | 1802. október 9. hitvese halála     | 1804. június 18. (58 évesen)  | I. Ferdinánd | [ 11 ] |
|        | Savoyai Mária Terézia hercegné         | I. Viktor Emánuel szárd–piemonti király (Savoyaiak)          | 1803. szeptember 19. | 1820. szeptember 5. | 1847. december 17. hitvese trónra lépte | 1849. április 19. hitvese lemondása | 1879. július 16. (75 évesen)  | II. Károly   | [ 12 ] |
|        | Louise Marie d’Artois hercegné         | Charles Ferdinand d’Artois, Berry hercege (Bourbonok)        | 1819. szeptember 21. | 1845. november 10.  | 1849. április 19. hitvese trónra lépte  | 1854. március 27. hitvese halála    | 1864. február 1. (44 évesen)  | III. Károly  | [ 13 ] |

## Forrás
1. ↑  Girolama Orsini (angol nyelven) (html). Geni.com
2. ↑  Margaret of Austria, duchess of Parma (angol nyelven) (html). Geni.com
3. ↑  Margherita Aldobrandini (angol nyelven) (html). Geni.com
4. ↑  duchess Margherita de'Medici (angol nyelven) (html). Geni.com
5. ↑  Margaret Yolande, princess of Savoy (angol nyelven) (html). Geni.com
6. ↑  Isabella Farnese (d'Este) (angol nyelven) (html). Geni.com
7. ↑  Dorothea Sophie Pfalzgräfin von Neuburg (angol nyelven) (html). Geni.com
8. ↑  Enrichetta d'Este, principessa di Modena e Reggio (angol nyelven) (html). Geni.com
9. ↑  Elisabeth Christine von Braunschweig-Wolfenbüttel, Kaiserin HRR (angol nyelven) (html). Geni.com
10. ↑  Elisabeth de France, duchessa di Parma (angol nyelven) (html). Geni.com
11. ↑  Maria Amalia d'Asburgo, duchessa di Parma (angol nyelven) (html). Geni.com
12. ↑  Maria Teresa di Savoia, Prinzessin von Savoyen (angol nyelven) (html). Geni.com
13. ↑  Princesse Louise Marie Thérèse de France, Duchessa di Parma (angol nyelven) (html). Geni.com